# Alex Karzis
Constantine Alexander "Alex" Karzis (Toronto, Ontario, 8 de junio de 1975) es un actor de cine y televisión, actor de doblaje, cantante y músico canadiense.

## Vida
De ascendencia griega, Karzis interpretó los papeles de Bruce en la película de 1993 I Love a Man in Uniform, Dante Carfanini en la serie de televisión Street Legal, dos episodios de la serie de televisión Friday the 13th: The Series. Karzis es también conocido por dar voz al Dr. Kirk en el videojuego de 1999 Dino Crisis.
Karzis ha interpretado a muchos grandes personajes, incluyendo su reciente trabajo en Gangster Exchange (2008) y The Cry of the Owl (2009). Más recientemente ha aparecido en Orphan Black, The Expanse, Rogue y Eyewitness.

## Televisión
- Friday the 13th: The Series (2 episodios, 1988-1989)
  - "And Now the News" (1988) - Craig
  - "The Prisoner" (1989) - Woody Reese
- Street Legal (1 episodio, 1989)
- Magi-Nation - Zed
- Cyberchase (dos episodios) como Ledge
- Connor Undercover (dos episodios) como El Mago

## Filmografía
- I Love a Man in Uniform (1993) - Bruce
- Stalked (1994) - Tony
- Face Down (1997) -
- Blind Faith (1998) -
- Chasing Cain (2001)
- Jane Doe (2001) -
- The Circle (2001) -
- You Belong to Me (2001) -
- Global Heresy (2002) -
- Detention (2003) - Chester Lamb
- Direct Action (2004) - Agente Bill
- Hustle (2004) - Ron Delaplane
- For Lease (2007) - Rob Marco
- Gangster Exchange (2008)
- The Cry of the Owl (2009) - abogado de Robert

## Videojuegos
- Dino Crisis (1999) - Dr. Kirk (voz)